# 扎鲁特站
扎鲁特站是位于中华人民共和国内蒙古自治区通辽市扎鲁特旗黄花山镇的一个铁路车站，建于1980年，有通霍铁路经过该站，现办理客货运业务，车站及上下行区间均已电气化。车站距离通辽站156公里，隶属中国铁路沈阳局集团霍林郭勒车务段，是四等站。